# Ріверіно (Техас)
Ріверіно (англ. Rivereno) — переписна місцевість (CDP) в США, в окрузі Старр штату Техас. Населення — 62 особи (2020).

## Географія
Ріверіно розташоване за координатами 26°18′19″ пн. ш. 98°38′23″ зх. д. / 26.30528° пн. ш. 98.63972° зх. д. (26.305232, -98.639753).  За даними Бюро перепису населення США в 2010 році переписна місцевість мала площу 0,03 км², уся площа — суходіл.

## Демографія
Згідно з переписом 2010 року, у переписній місцевості мешкала 61 особа в 15 домогосподарствах у складі 13 родин. Густота населення становила 2348 осіб/км².  Було 21 помешкання (808/км²).
Расовий склад населення:
| - 98,4 % — білих - 1,6 % — осіб інших рас |

До двох чи більше рас належало 0,0 %. Частка іспаномовних становила 100,0 % від усіх жителів.
За віковим діапазоном населення розподілялося таким чином: 32,8 % — особи молодші 18 років, 57,4 % — особи у віці 18—64 років, 9,8 % — особи у віці 65 років та старші. Медіана віку мешканця становила 28,5 року. На 100 осіб жіночої статі у переписній місцевості припадало 90,6 чоловіків;  на 100 жінок у віці від 18 років та старших — 95,2 чоловіків також старших 18 років.
Цивільне працевлаштоване населення становило 0 осіб. 